# European Physical Journal AP
European Physical Journal AP: Applied Physics is een internationaal, aan collegiale toetsing onderworpen wetenschappelijk tijdschrift op het gebied van de natuurkunde.
De naam wordt in literatuurverwijzingen meestal afgekort tot Eur. Phys. J. AP.
Het wordt uitgegeven door EDP Sciences namens de European Physical Society en verschijnt maandelijks.
Het eerste nummer verscheen in 1998.